# Naslov
Naslov ili titula je počasni obiteljski ili pak nasljednji naslov koji pripada određenom položaju u društvenoj hijerarhiji (npr. grof, predsjednik, general), odnosno stečeni naslov koji pripada određenom stupnju izobrazbe (inženjer, akademik, docent, doktor).